# Orka – wieloryb zabójca
Orka – wieloryb zabójca – amerykański thriller z 1977 roku.

## Główne role
- Richard Harris jako kapitan Nolan
- Charlotte Rampling jako prof. Rachel Bedford
- Will Sampson jako Umilak
- Bo Derek jako Annie
- Keenan Wynn jako Novak
- Robert Carradine jako Ken
- Scott Walker jako Swain
- Peter Hooten jako Paul
- Wayne Heffley jako ksiądz

## Fabuła
Kapitan Nolan jest doświadczonym wielorybnikiem. Podczas polowania natrafia na orkę. Mimo próśb pani profesor podczas jej schwytania zabija ją. Jej partner wzywa resztę ork i planuje zemstę.